# Adhara
Adhara ist der Name des Sterns ε (epsilon) Canis Maioris im Sternbild Großer Hund. Der Name (von arab. عذارى, DMG ʿaḏārā) bedeutet "(die) Jungfrauen". Er gehört zu den hellen Riesen.
Adhara ist ein Doppelsternsystem in 470 Lichtjahren Entfernung. Der Hauptstern besitzt eine scheinbare Helligkeit von +1,5m und gehört der Spektralklasse B2 an. Der +7,5m helle Begleitstern (die absolute Helligkeit beträgt +1,9M) befindet sich in einem Winkelabstand von 7,5" bei einem Positionswinkel von 161 Grad vom Hauptstern. 
Trotz des relativ großen Winkelabstandes kann das System nur in großen Teleskopen in Einzelsterne aufgelöst werden, da der Hauptstern den ca. 250 mal lichtschwächeren Begleiter in hohem Maße überstrahlt.
Vor 4 bis 5 Millionen Jahren war Adhara weniger als 40 Lichtjahre von der Erde entfernt und einer der hellsten Sterne am Nachthimmel. Mit  -4m scheinbarer Helligkeit erstrahlte der Stern damals ähnlich hell wie die Venus.